# Chimaira
Chimaira est un groupe de groove metal américain, originaire de Cleveland, dans l'Ohio. Formé en 1998, le groupe est influencé par divers autres sous-genres de metal, et est important dans la scène new wave of American heavy metal. Le nom du groupe fait référence à la chimère (Chimera en anglais), animal de la mythologie grecque composé de parties d'animaux divers. Le groupe se sépare en 2014 mais annonce sa réunion pour un concert en 2017 incluant la formation classique puis entame une série de concerts à partir de 2023.

## Biographie

### Débuts (1998–2000)
Le chanteur Mark Hunter et le guitariste Jason Hager décident en 1998 de créer le groupe Chimaira après avoir quitté leur ancien groupe, Skipline. Ils recrutent alors le batteur Jason Genaro - ami de Hager - ainsi qu'Andrew Ermlick à la basse. Après quelques essais peu concluants, Mark décide d'engager Rob Arnold (ex-Sanctum) comme second guitariste. Dès la fin de 1998 et le début de 1999, Chimaira enregistre plusieurs démos. Sur les conseils de Rob Arnold, le groupe renvoie Jason Genaro et recrute Andols Herrick (qui jouait lui aussi chez Sanctum) à la place. Andrew Ermlick, voulant poursuivre ses études, quitte à son tour Chimaira et est remplacé par Rob Lesniack à la basse. Chimaira enregistre alors une démo homonyme composée de trois titres, This Present Darkness, Empty et Refuse to See, qui leur permet de signer un contrat avec la maison de disques East Coast Empire Records.
En novembre 1999, Chimaira publie son premier EP, This Present Darkness, qui connaît un franc succès localement. Une semaine après la sortie du disque, Chimaira recrute Chris Spicuzza aux samples. Durant l'année 2000, Rob Lesniack se fait renvoyer pour être remplacé par Jim LaMarca (ami de Mark) et deux démos sont enregistrées. L'une d'elles attire Kevin Estrada, qui rapproche le groupe de Roadrunner Records. Mais Chimaira continue de tourner, au total 22 dates entre le début de mars et le 2 juillet 2000, et c'est lors d'un de ces concerts (à New York, pour Roadrunner et Farmclub) qu'ils se font remarquer par Roadrunner Records, et obtiennent un contrat pour le prochain album.

### Pass Out of Existence(2001–2002)
Chimaira publie Pass Out of Existence, premier album studio, en 2001. Apprenant que sa femme est enceinte, Jason Hager quitte le groupe juste après l'enregistrement de Pass Out of Existence et est remplacé par son meilleur ami, Matt DeVries. L'album connaît un succès mondial grâce à de grandes tournées aux côtés de Soulfly, Fear Factory ou Machine Head notamment.

### The Impossibility of Reason(2003–2004)
En 2003 sort The Impossibility of Reason, suite logique de Pass Out of Existence, qui assoit un peu plus la notoriété de Chimaira dans le monde entier. Le groupe participe alors à l'Ozzfest puis tourne en Europe, et passe notamment au Furyfest.
Andols Herrick, lassé de plusieurs années de tournées, quitte Chimaira au début de 2004 pour, lui aussi, reprendre ses études. Richard Eversand (alors batteur de Soilwork) rejoint le groupe quelques semaines avant la tournée européenne de 2004, mais de nombreux problèmes de visa, d'hébergement mais aussi d'affinités ont vite lassé le groupe qui au bout de quelques mois s'est séparé de lui pour recruter Kevin Talley (qui a été batteur de Dying Fetus).

### ChimairaetResurrection(2005–2008)
Et c'est ainsi qu'en 2005 voit le jour le troisième album éponyme Chimaira, avec lequel ils affirment définitivement leur style. Le groupe continue de tourner intensivement.
Au début de 2006, Andols Herrick réintègre le groupe. En avril 2006, le groupe annonce sa séparation avec le label Roadrunner. Les membres de Chimaira consacrent leur été 2006 à l'écriture de leur quatrième album. Celui-ci s'intitule Resurrection et son enregistrement commence le 2 octobre, avec à la production Jason Suecof et Andy Sneap. L'album est sorti le 6 mars 2007 chez Ferret Records aux États-Unis, et la veille chez Nuclear Blast dans le reste du monde. Le groupe joue au Hellfest en France en 2007.

### The Infection(2009–2010)

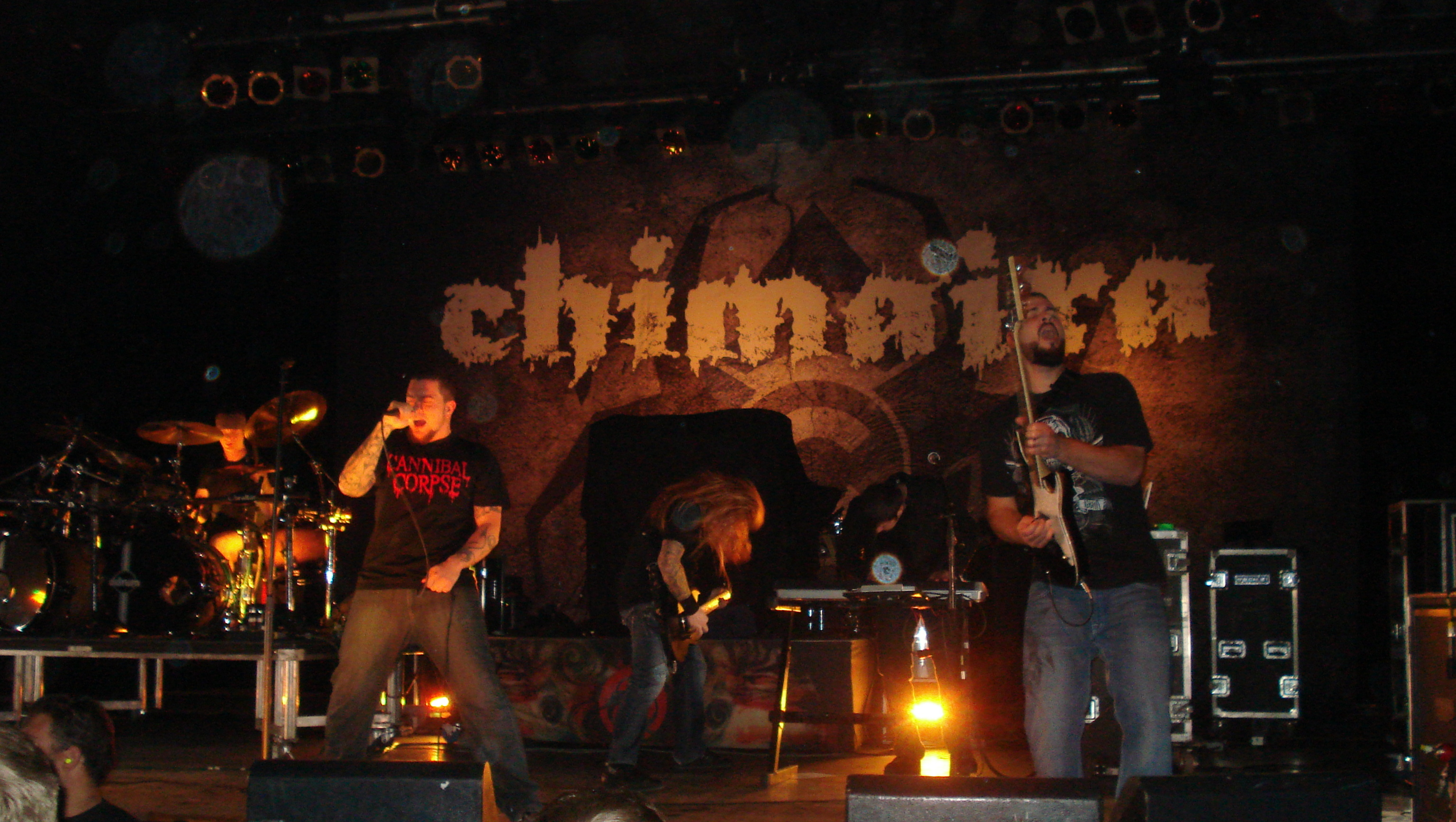
Chimaira au en, en Arizona, en novembre 2009.

L'album The Infection sort le 21 avril 2009. Le 20 juillet 2010, sort le premier DVD live du groupe intitulé Coming Alive, contenant un CD et deux DVD. Fin 2010, après 10 années passées au poste de bassiste, Jim LaMarca décide de quitter le groupe pour s'occuper de sa famille.

### Crown of Phantomset séparation (2011–2014)
Le 24 janvier 2011, Chimaira est annoncé au label eOne Music. Après le départ du bassiste, le claviériste Chris Spicuzza quitte lui aussi Chimaira, citant « un environnement négatif » ; de même pour le batteur Andols Herrick qui a des « différends » avec le reste du groupe. Aucun des trois ne participe à la conception du nouvel album ; c'est donc un important changement de formation que vient de vivre Chimaira. Chris Harris (Hatebreed,Murderdolls) est recruté pour mixer leur nouvel opus, The Age of Hell, publié le 16 août 2011.
Au début de 2012, Matt DeVries et Rob Arnold quittent le groupe ; Emil Werstler reprend alors le poste de guitariste, et Jemery Creamer (du groupe Dååth) celui de bassiste. En avril 2013, le groupe dévoile un teaser ainsi que la date de leur prochain album Crown of Phantoms qui sort le 30 juillet 2013.
Le 3 septembre 2014, Mark Hunter annonce sur Internet que le groupe se sépare, les autres membres ayant tous quitté le groupe durant les deux jours précédents.

### Retour sur scène (2017-...)
Le 22 juin 2017, le groupe annonce sur sa page Facebook la tenue d'un concert réunissant le line-up historique : Mark Hunter, Rob Arnold, Andols Herrick, Matt DeVries, Jim Lamarca, Chris Spicuzza. Le concert est prévu le 30 décembre 2017 à l'Agora Theatre de Cleveland (Ohio).
3 années plus tard, le groupe doit annuler son second concert prévu le jour de Noël 2020 en raison de la pandémie de COVID.
Le 13 décembre 2022, le groupe annonce son retour sur scène en mai 2023 pour célébrer les 20 ans de l'album "The Impossibility Of Reason " et continue d'enchaîner les dates de festival en 2023 puis en 2024 tout en laissant la porte ouverte à la possibilité de nouveaux morceaux musicaux. 

## Membres

### Derniers membres
- Mark Hunter – chant (1998–2014, 2017, 2023–...)
- Rob Arnold – guitare (1999–2011, 2017, 2023–...)
- Jim LaMarca – basse (2000–2010, 2017, 2023–...)
- Chris Spicuzza – samples/claviers (2000–2011, 2017, 2023–...)
- Matt DeVries – guitare (2001–2011, 2017, 2023–...)
- Austin D'Amond – batterie (2011–2014, 2017, 2023–...)

### Anciens membres
- Sean Zatorsky – samples, clavier (2011–2014)
- Jason Hagar – guitare (1998–2001)
- Jason Genaro – batterie (1998)
- Andrew Ermlick – basse (1998–2000)
- Rob Lesniak – basse (2000)
- Richard Evensand – batterie (2003–2004)
- Kevin Talley – batterie (2004–2006)
- Jim LaMarca – basse (2000–2010)
- Jeremy Creamer - basse (2012–2014)
- Emil Werstler – basse (2010, 2011), guitare (2009, 2012–2014)
- Andols Herrick – batterie (1999–2003, 2006–2011, 2017)

## Discographie

### Démos et EP
- 1999 : Chimaira
- 1999 : Demo I
- 1999 : Demo II
- 2000 : This Present Darkness

### Singles
- 2001 : Pass out of existence
- 2003 : Down Again
- 2003 : The Impossibility of Reason
- 2005 : Nothing Remains
- 2005 : Save Ourselves
- 2007 : Resurrection
- 2009 : Secrets of the Dead
- 2009 : Destroy and Dominate
- 2011 : Wild Thing
- 2011 : Trigger Finger
- 2011 : Born in Blood
- 2011 : Year of the Snake

## Vidéographie

### DVD
- 2004 : The Dehumanizing Process (DVD)
- 2007 : Resurrection (DVD)
- 2009 : The Infection (DVD)
- 2010 : Coming Alive (Live DVD)

### Clips
- 2002 : SP Lit
- 2003 : Down Again
- 2003 : Pure Hatred
- 2003 : Power Trip
- 2005 : Nothing Remains
- 2008 : Resurrection
- 2009 : Destroy and Dominate
- 2009 : The Heart of It All
- 2011 : Year of the Snake
- 2013 : Wrapped in Violence